# 安韦尔萨-德利阿布鲁齐
安韦尔萨-德利阿布鲁齐（義大利語：Anversa degli Abruzzi），是意大利阿布鲁佐大区拉奎拉省的一个市镇。总面积31.69平方公里，人口387人，人口密度12.2人/平方公里（2009年）。ISTAT代码为066004。

## 友好城市
- 法國 伊利耶孔布赖